# White Cube Gallery Nowosibirsk
Die White Cube Gallery Nowosibirsk war das erste und bei seiner Gründung, 2008, einzige Zentrum für Gegenwartskunst Sibiriens in Form einer Blechgarage. Sie wurde vom Wiener Künstler Lukas Pusch und seinem sibirischen Kollegen Konstantin Skotnikov The Blue Noses Group ins Leben gerufen. Die Galerie war Ausstellungsfläche und Readymadeskulptur in einem und stand ursprünglich im Zentrum von Nowosibirsk. In der Galerie fanden Dutzende Ausstellungen und Performances sibirischer Künstler und Künstlerinnen statt. 2009 montierte Lukas Pusch die Galerienskulptur auf die Ladefläche eines ZIL-130 und organisierte Wanderausstellungen ins russisch-mongolische Grenzgebiet und wurde auf der Kunstbiennale in Krasnojarsk als beste Arbeit der Kategorie Public Art ausgezeichnet.
2010 wurde mit dem Siberian Center of Contemporary Art das erste staatliche Zentrum für Gegenwartskunst eröffnet und die White Cube Gallery Nowosibirsk vor dem Eingang des neuen Museums aufgestellt. 2012 wurde Lukas Pusch von Daniel Hug eingeladen seine White Cube Gallery vor dem Haupteingang der ART Cologne zu präsentieren. 2013 war die White Cube Gallery zentraler Bestandteil in Lukas Puschs Ausstellung "Kunstdiskurs mit einer sibirischen Kuh" im Neuen Paffenhofener Kunstverein.